# Gia Carangi
Gia Marie Carangi (* 29. Januar 1960 in Philadelphia, Pennsylvania; † 18. November 1986 ebenda) war ein US-amerikanisches Model der späten 1970er und frühen 1980er Jahre. Sie wird oft als „das erste Supermodel“ bezeichnet und gilt als Vorläuferin späterer Supermodels wie Cindy Crawford oder Claudia Schiffer. Cindy Crawford wurde wegen ihrer großen Ähnlichkeit mit Carangi sogar „Baby Gia“ genannt.

## Leben und Karriere
Gia Carangi wurde in Philadelphia als Tochter des italienischstämmigen Geschäftsmannes Joseph „Joe“ Carangi und seiner damaligen Frau Kathleen geboren. Ihr Vater betrieb mehrere Schnellrestaurants, ihre Mutter war irischer und walisischer Abstammung. Gia wuchs mit zwei älteren Brüdern auf und litt unter der wechselhaften Beziehung ihrer Eltern, die in deren Scheidung, als Carangi elf Jahre alt war, mündete. In der nach ihrem Tod erschienenen Dokumentation The Self-Destruction of Gia Carangi wird über einen möglichen sexuellen Missbrauch an Gia durch ihren Vater spekuliert.
Als Teenager schwärmte Carangi für David Bowie und imitierte den Sänger mit ihrem Erscheinungsbild, schon damals schwärmte sie für Frauen und schickte Angebeteten Blumen.
1977, im Alter von 17 Jahren, zog Carangi von Philadelphia nach New York City und begann dort ihre Karriere als Fotomodell. Bereits Ende 1978 gehörte sie zu den gefragtesten Models ihrer Zeit und arbeitete mit herausragenden Modefotografen wie Francesco Scavullo, Arthur Elgort, Richard Avedon und Chris von Wangenheim zusammen. Zwischen 1979 und 1982 erschien sie auf dem Cover der wichtigsten Modemagazine wie der Vogue Paris (April 1979 und August 1980), der American Vogue (August 1980) und der italienischen Vogue (Januar 1981) sowie auf mehreren Ausgaben der Cosmopolitan. Carangi schuf durch ungewöhnliche neue Posen, Gesichtsausdrücke und Gesten einen neuen Stil des Modelns, der bis heute von vielen Fotomodellen nachgeahmt wird.
Bei ihrem ersten großen Shooting mit Chris von Wangenheim im Oktober 1978 lernte Carangi die Stylistin Sandy Linter kennen, mit der sie später eine Beziehung begann. Sie stand offen zu ihrer Homo- bzw. Bisexualität.
Carangi war häufiger Gast im legendären Studio 54 und Mudd Club und kam in Kontakt mit harten Drogen. Der Tod ihrer Agentin Wilhelmina Cooper im Jahr 1980 förderte ihre Drogensucht. Durch ihre zunehmende Abhängigkeit von Heroin konnte sie kaum noch professionell arbeiten. Sie kam nicht mehr pünktlich zu Fotoshootings, randalierte und schlief sogar vor der Kamera ein. Auf Fotos in der Vogue-Ausgabe von November 1980 sind deutliche Einstichnarben zu sehen. Ihr Vertrag mit der Agentur Ford Models wurde nach nur drei Wochen wieder gekündigt. Carangi gilt als die Urheberin des in den 1990er Jahren populären Heroin Chic.
Gia Carangi unternahm mehrere Entziehungsversuche, die erfolglos verliefen. Im März 1981 starb Chris von Wangenheim bei einem Autounfall, ein weiterer Schicksalsschlag für Carangi. Ihr letztes Coverbild in der Cosmopolitan bekam sie im Winter 1982 von ihrem Freund Scavullo quasi geschenkt. Da sie immer wieder rückfällig wurde, blieben schließlich die Aufträge aus. Ihre Sucht zwang sie zur Prostitution.
Im Frühjahr 1986 wurde sie mit einer Lungenentzündung in eine Klinik in Norristown, Pennsylvania eingeliefert. Dort stellte sich heraus, dass sie HIV-positiv war. Gia Marie Carangi starb am 18. November 1986 im Alter von 26 Jahren an AIDS.

## Bücher und Filme
1993 erschien eine Biographie Gia Carangis von Stephen Fried unter dem Titel Thing of Beauty. Ihr Leben wurde 1998 im Auftrag des Senders HBO unter dem Titel Gia – Preis der Schönheit verfilmt. Für die Rolle Carangis erhielt die Hauptdarstellerin Angelina Jolie einen Golden Globe. Der Film zeigt das harte Geschäft mit der Darstellung der Schönheit, das bis zur Selbstaufgabe und einem frühen Tod führen kann.